# 메트로이드 드레드
《메트로이드 드레드》는 닌텐도가 배급한 닌텐도 스위치용 액션 어드벤처 게임이다. 시리즈 총괄기확자 사카모토 요시오가 이끄는 닌텐도 기획제작본부와 2017년의 《메트로이드: 사무스 리턴즈》를 개발한 스페인 개발사 머큐리스팀간의 공동개발로 제작됐다. 2002년작 《메트로이드 퓨전》 이후의 이야기를 그린 후속작으로, 주인공 사무스 아란이 행성 ZDR에서 새로이 등장하는 로봇들을 상대한다.
《메트로이드 드레드》는 본래 2000년대 중반 닌텐도 DS용 게임으로 기획됐으나 기술적인 문제로 개발이 취소됐다. 이후 《메트로이드》 시리즈 프로듀서 사카모토 요시오가 《사무스 리턴즈》를 개발한 머큐리스팀의 성과에 눈독을 들이면서 해당 작품을 부활시키기에 이르렀다. E3 2021에서 닌텐도가 최초로 게임을 공개했으며 이는 《메트로이드 퓨전》 후 처음으로 제작되는 새로운 2D 신작이다.

## 게임플레이
《메트로이드 드레드》는 주인공 사무스 아란을 조작해 행성 ZDR를 탐험하는 액션 어드벤처 게임이다. 이전 시리즈 게임들에서 선보였던 횡스크롤 게임플레이를 차용했으며 2017년작 《메트로이드: 사무스 리턴즈》에서 선보였던 근접공격과 자유조준 또한 도입됐다. 그 외에 푸른색으로 된 표면의 지형에서 미끄러지듯이 이동하고 매달릴 수 있으며, EMMI 로봇들을 피해 맵을 탐험하는 잠입 게임 요소도 섞여있다.

## 반응
리뷰 애그리게이터 웹사이트 메타크리틱에서 《메트로이드 드레드》는 100점 만점에 88점을 받아 "대체적으로 긍정적인 평가"를 받았다.

## 참조

### 내용주
1. ↑  영어: Metroid Dread, 일본어: メトロイド ドレッド